# Туккай
Тукка́й (чук. Туккай; 1917, Уэлен, Магаданская область, Чукотский автономный округ — 1972, там же) — чукотский художник-косторез, в конце 1960-х — начале 1970-х годов — руководитель Уэленской косторезной мастерской.
Заслуженный художник РСФСР (1968), кавалер Ордена Ленина и Ордена Октябрьской Революции.

## Биография
Туккай родился в 1917 году в Уэлене в семье морского охотника и резчика Хальмо (чук. Галгымо). Брат костореза Вуквола. С детства занимался охотой, обучался у отца резьбе по кости. Руководил школьным кружком косторезов. В 1932—1934 годах работал в Уэленской косторезной мастерской.
С 1935 года занялся общественной деятельностью — был секретарём райкома комсомола, затем председателем Чукотского райисполкома. В 1955 году вернулся к косторезному искусству. Работал в Уэленской мастерской до конца жизни, в 1968 году стал её художественным руководителем.
Принимал участие в окружных, областных, региональных и республиканских выставках: «Советский Дальний Восток» (Владивосток, 1967; Улан-Удэ, 1969); «Советская Россия» (Москва, 1967, 1970, 1975), «По родной стране» (Москва, 1972), «Чукотско-эскимосская резьба и гравюра по кости» (Москва, 1977), а также выставках произведений народного искусства за рубежом.
Параллельно занимался общественной деятельностью — был заместителем председателя поселкового Совета и заместителем председателя правления Магаданской организации Союза художников РСФСР.
Член Союза художников СССР, заслуженный художник РСФСР.
Умер в Уэлене в 1972 году.

## Творчество
Основные работы Туккая выполнены из моржового клыка и представляют скульптурные композиции, изображающие людей и животных. Сюжеты почерпнуты мастером из повседневной жизнь жителей Чукотки — возвращение с охоты, отлов оленя, езда на оленях, ловля нерпы и др.
Автор работ «Возвращение с охоты» и «Охота на нерпу» (1956), «Олень и волки» (1957), «Приручение оленя» (1958), «Пастух, олень и волк» (1959), «На охоту в море», «Олени», «Северный танец» (1960), «Борьба оленей» (1961), «Отлов оленя» (1964), «Важенка с оленёнком» (1970), «Матери» (1971) и др.
Сохранились свидетельства о нарушении Туккаем традиции изображения пеликена, чукотского талисмана. По традиции фигурка из моржового клыка представляет существо «с большими ушами, круглым животиком» и «длинными, плотно прижатыми к бокам ручками». Отступление от традиций изображения произошло под воздействием классической музыки:
Однажды, в далекие семидесятые, в Уэлен приехал Мстислав Ростропович. В местном клубе он дал единственный концерт, где звучала музыка Чайковского и Рахманинова. Директор косторезной мастерской Туккай был так потрясён услышанным, что не спал всю ночь. Он работал — и к утру появился единственный и неповторимый Пеликен с виолончелью, которого… он преподнёс великому музыканту. Через год косторез получил письмо от Ростроповича. Тот писал, что Пеликен с виолончелью стал любимцем и объездил с музыкантом уже полмира.

## Критика
Рассматривая творчество Туккая в контексте традиций чукотско-эскимосской скульптуры, искусствовед Т. Б. Митлянская отмечает, что мастера «наряду с изображением животных привлекало изображение человека». Исследователь отмечает также любовь резчика к наборным многофигурным скульптурным композициям на подставках, выполненных в содружестве с гравёрами и способствующих более полному раскрытию сюжета.
Среди работ Туккая Митлянская выделяет одну из его последних композиций — «Кит и косатки»:
Хищные, юркие косатки терзают тело кита-исполина. Чувствуется, что движения животных плавные, скользящие и вместе с тем стремительные; они убедительно передают морскую стихию, в которой происходит борьба, ассоциируются с движениями волн.
Отмечая в творчестве Туккая стремление «показать человека в момент наивысшего напряжения сил», характерной чертой его работ историк Чукотки М. М. Бронштейн называет также «индивидуализацию образов животных»:
Одна из самых известных его [Туккая] работ — «Нападение волков на оленье стадо». Мчатся испуганные олени, спешат им на помощь люди… <…> Среди бегущих оленей нет двух одинаковых фигурок. Объясняется это тем, что Туккай, как многие старожилы Уэлена, был не только морским охотником, но и оленеводом. Он несколько лет кочевал по тундре с оленеводческой бригадой и «знал в лицо» каждого оленя в стаде.
Другой важной особенностью работ Туккая историк называет включение в скульптурные композиции подставок с графическими изображениями, дополняющими и развивающими сюжет скульптуры.
Критики отмечают, что «…в отличие от работ других замечательных косторезов — Вуквутагина и Хухутана — скульптуры Туккая менее монолитны, но таково было дарование мастера».

## Награды и звания
- Заслуженный художник РСФСР (1968)[4][10]
- Кавалер Ордена Октябрьской Революции (1970)[4][10]
- Кавалер Ордена Ленина[3]

## Наследие
Работы художника находятся в Музее народного искусства НИИ художественной промышленности, Музее антропологии и этнографии Института этнологии РАН, Российском этнографическом музее, Всероссийском музее декоративно-прикладного и народного искусства, Магаданском областном краеведческом музее, музейном центре «Наследие Чукотки» (Анадырь), Сергиево-Посадском государственном историко-художественном музее-заповеднике, музее Уэленской косторезной мастерской, Дирекции выставок художественного фонда Российской Федерации и др.
Искусству Туккая посвящён очерк книги эстонского писателя и государственного деятеля Леннарта Мери «Мост в белое безмолвие».

## Семья
- Дочь — Елена Туккаевна Илькей (род. 1947), гравёр, член Союза художников России[1][3].

## Комментарии
1. 1 2 3  В разных источниках фигурируют разные даты жизни Туккая: 1917—1972 (Северная энциклопедия, 2004, с. 971); в других источниках указываются 1911—1973 годы[1]. Энциклопедический источник представляется более авторитетным.